# Oxyrhachis contigua
Oxyrhachis contigua är en insektsart som beskrevs av Capener 1962. Oxyrhachis contigua ingår i släktet Oxyrhachis och familjen hornstritar. Inga underarter finns listade i Catalogue of Life.